# Eucalyptus dendromorpha
Eucalyptus dendromorpha là một loài thực vật có hoa trong Họ Đào kim nương. Loài này được (Blakely) L.A.S.Johnson & Blaxell mô tả khoa học đầu tiên năm 1972.